# Zaśnięcie Bogurodzicy
Zaśnięcie Bogurodzicy, Zaśnięcie Matki Bożej, Zaśnięcie Marii Panny – ostatnie w roku liturgicznym prawosławne święto z liczby dwunastu wielkich świąt Kościoła prawosławnego, obchodzone również w Kościołach starokatolickich.
Jest świętem nieruchomym obchodzonym przez starokatolików 15 sierpnia a przez prawosławnych 15/28 sierpnia, tj. 28 sierpnia (według kalendarza gregoriańskiego). Święto ustanowił na obszarze całego Bizancjum cesarz Maurycjusz (ur. 539, zm. 602), nakazując równocześnie wzniesienie kościoła nad Grobem Matki Bożej w Jerozolimie w Dolinie Jozafata.
Kościół rzymskokatolicki  w dniu 15 sierpnia obchodzi uroczystość Wniebowzięcia Najświętszej Maryi Panny.

## Historia

### Datowanie
Święto Zaśnięcia Bogurodzicy zostało ustanowione w V wieku n.e. Początkowo jednak obchodzono je w różnych terminach. W zachodniej części cesarstwa rzymskiego jeszcze w VII wieku śmierć Matki Bożej obchodzono 18 stycznia, a jej wzięcie do nieba 14 sierpnia. Na Wschodzie, wskutek decyzji podjętej przez cesarza Maurycjusza w VI wieku datę święta ustalono na 15 sierpnia. Prawdopodobnie lokalnie było obchodzone wcześniej, natomiast w owym czasie nabrało ono charakteru powszechnego. 
Datę ustanowioną przez cesarza Maurycjusza Kościół Zachodni przyjął na przełomie VIII i IX wieku. Do grona świąt z liczby dwunastu weszło na stałe w XIV wieku. Jest to święto nieruchome i ostatnie z cyklu dwunastu świąt w prawosławnym roku liturgicznym. Podstawą ustanowienia święta były wydarzenia związane ze śmiercią Matki Bożej. Pismo święte nie wspomina o życiu Bogurodzicy po Wniebowstąpieniu. Wiadomo tylko, że została powierzona opiece apostoła Jana Teologa (J 19,26-27). Na temat jej śmierci pisał jednak św. Dionizy Areopagita, biskup Sardyki Meleton oraz św. Epifaniusz z Salaminy. Zaśnięcie Bogurodzicy zapisane jest również w obszernych opowieściach apokryficznych „Słowo Jana Teologa na Zaśnięcie Bogarodzicy” i „Słowo Jana arcybiskupa z Tesalonik” oraz w homiliach Modesta patriarchy Jerozolimy, błogosławionego Hieronima, błogosławionego Augustyna oraz Grzegorza biskupa Tours.

### Przekaz religijny według tradycji biblijno-prawosławnej
Po wniebowstąpieniu Jezusa Chrystusa i zesłaniu Ducha Świętego apostołowie rozeszli się w różne strony świata, by głosić Ewangelię. Matka Boża także podróżowała do innych miast, jednak kiedy apostoł Jan został biskupem Efezu, Maria mieszkała przez pewien czas w jego domu. Najdłużej jednak przebywała w Jerozolimie na Syjonie. 
Podczas ostatnich dni życia, Maryi dwukrotnie ukazał się Archanioł Gabriel. Za pierwszym razem poinformował ją o nadchodzącej śmierci. Podczas drugiego spotkania Bogurodzica otrzymała od Archanioła gałązkę drzewa daktylowego z poleceniem, by niesiono ją podczas pogrzebu przed trumną. Dla Matki Bożej informacja o śmierci była dobrą nowiną, ponieważ mogła wkrótce zobaczyć swojego syna, Jezusa. 
Po powrocie z Góry Oliwnej Matka Boża zaczęła przygotowywać się do odejścia z tego świata. Apostołowi Janowi opowiedziała o spotkaniu z archaniołem Gabrielem i pokazała mu otrzymaną od niego gałązkę. Poleciła udekorować swoją komnatę i łoże, okadzić je i zapalić świece. W tym czasie poinformowany przez apostoła Jana biskup Jerozolimy Jakub powiadomił o zbliżającej się śmierci Bogurodzicy mieszkańców miasta. Jej ostatnią wolą było pochowanie obok rodziców oraz św. Józefa. Matka Boża w ostatnich chwilach życia pragnęła także zobaczyć uczniów Chrystusa. 
Według tradycji w sposób cudowny zostali oni uchwyceni przez moc Boga i stawili się w Jerozolimie w domu Maryi. W chwili śmierci łoże, na którym spoczywała Bogurodzica otoczyła światłość oraz aniołowie i święci. Wtedy to pojawił się Chrystus, który zapytał Matkę Boską o jej duszę. Ujrzawszy Chrystusa Matka Boża powiedziała: „Uwielbia Dusza moja Pana. I rozradował się duch mój w Bogu, Zbawicielu moim. Bo spojrzał na swoją pokorną służebnicę” (Łk 1,46-48), powstała z łoża, pokłoniła się Jezusowi i oddała mu swoją duszę. 
Bogurodzica została przeniesiona do jej rodzinnego grobowca u podnóży Góry Oliwnej. Po trzech dniach od spoczynku Matki Bożej w miejscu jej pochówku zjawił się spóźniony apostoł Tomasz. Jego pragnieniem było po raz ostatni ujrzeć Bogurodzicę. Uczniowie Jezusa otworzyli grób, w którym nie znaleziono już ciała zmarłej. Gdy zasmucony Tomasz opuścił grób Matki Bożej, pocieszyła go zsyłając mu z nieba pas od swojej szaty. Dla wszystkich stało się jasne, że na podobieństwo Chrystusa została ona wskrzeszona i wzięta do nieba. Spóźnienie się apostoła Tomasza stało się za sprawą woli Bożej, który chciał objawić zmartwychwstanie wiernym Świętej Cerkwi.

## Różnica między Zaśnięciem Bogurodzicy a Wniebowzięciem NMP
W związku z tym, że według wierzeń Matka Boża zarówno duszą, jak i ciałem odeszła do nieba, Cerkiew prawosławna nie nazywa jej odejścia z tego świata śmiercią, lecz zaśnięciem. Teologia Kościoła zachodniego nie rozstrzyga, czy Maria umarła i została wzięta do nieba po śmierci i wskrzeszeniu, czy też przeszła do wiecznej chwały nigdy nie umierając, zaś prawdę tę, jak i święto je upamiętniające, Kościół rzymskokatolicki zwykł określać mianem Wniebowzięcia Najświętszej Maryi Panny. Tymczasem Cerkiew Prawosławna świętuje trzy fakty: śmierć-zaśnięcie Matki Bożej, jej zmartwychwstanie i następujące po nim wniebowzięcie. Według słów biskupa Łazarza (Puhalo), o wierzącym prawosławnym chrześcijaninie nie mówi się, że „umiera”, tylko „udaje się na spoczynek” lub „zasypia”, ponieważ zgodnie z naukami Kościoła śmierć jest tylko chwilą, po której każdy człowiek wstaje.

## Obrzęd
Zaśnięcie Bogurodzicy obchodzone jest 15 sierpnia według kalendarza juliańskiego, 28 sierpnia według kalendarza gregoriańskiego. Poprzedza je dwutygodniowy surowy post, nazywany Uspienskim, który swoimi wymogami odpowiada katolickiemu Wielkiemu Postowi. Podczas postu wierni zobowiązani są do niespożywania potraw mięsnych. 
W przeddzień święta odprawiane jest całonocne czuwanie (Wsienoszcznoje bdienije), które łączy w sobie wieczernię, utrenię (jutrznię) i nabożeństwo pierwszej godziny (nabożeństwo cyklu dobowego, związane z tzw. godzinami kanonicznymi – czasami), które są w tym czasie odprawiane w sposób bardziej uroczysty niż w dni powszednie, czyli w większości śpiewane a nie czytane. Obecnie w cerkwiach parafialnych nabożeństwo to trwa około trzech godzin. Podczas czuwania odprawiana jest litija (z gr. litaneia – błaganie), szczególnie żarliwą modlitwa, podczas której kapłan błogosławi pięć chlebów, pszenicę, wino i olej. Litiję rozpoczyna chór śpiewem pieśni na temat święta zaczerpniętej z Pisma Świętego, po czym wielokrotnie śpiewa się „Gospodi pomiłuj”. 

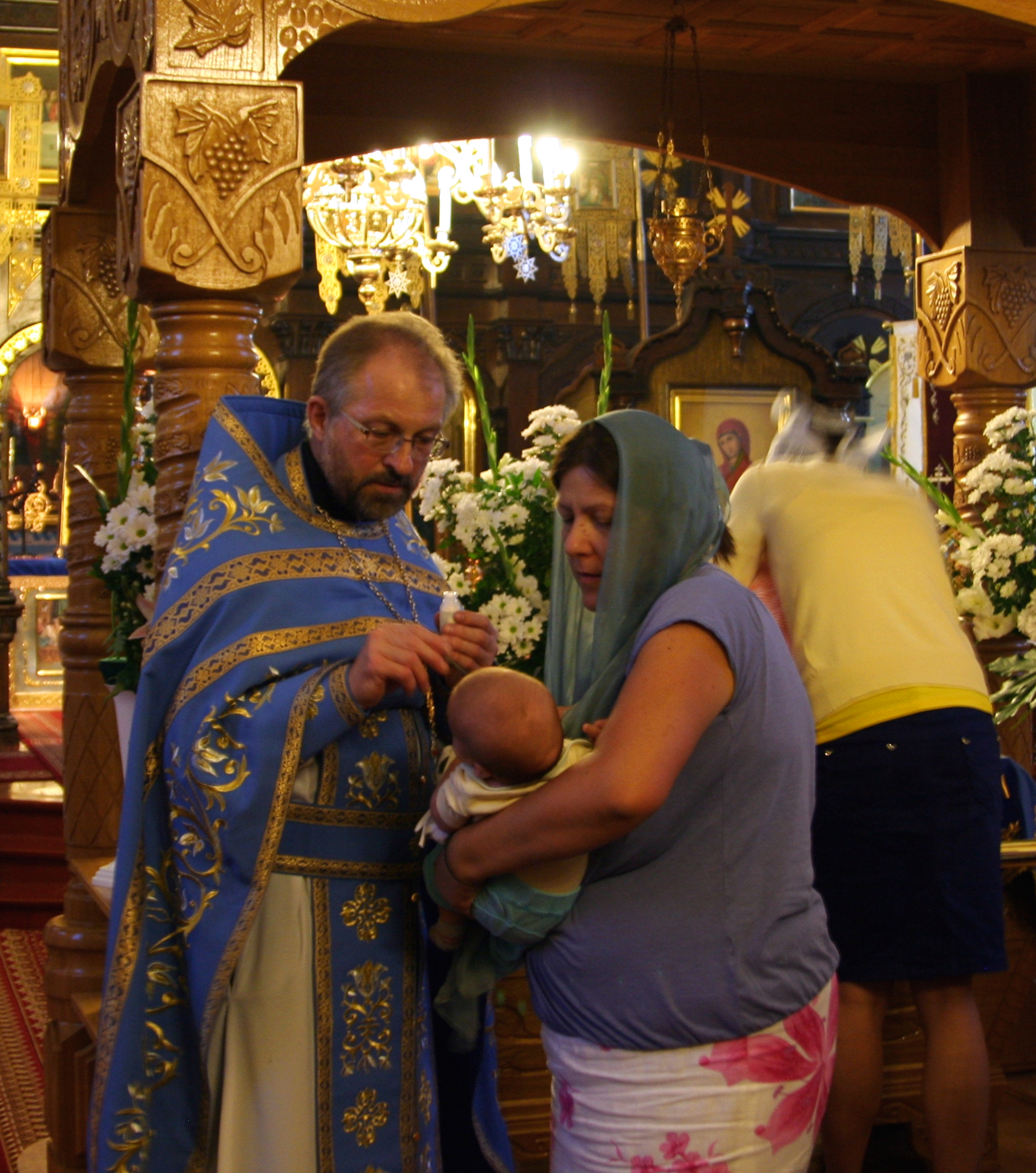
Namaszczenie olejem podczas święta Zaśnięcia Bogurodzicy, cerkiew Zaśnięcia NMP w Dubinach

Po zakończeniu modlitw chór śpiewa pieśni, podczas których kapłan okadza naczynie z chlebami, odmawia modlitwę, w której wspomina cudowne rozmnożenie chleba, po czym wykonuje znak krzyża nad każdym z darów. Chleby zostaną rozdzielone wśród wiernych uczestniczących w nabożeństwie. 
Innym dodatkowym obrzędem podczas całonocnego czuwania, zarówno przed świętem Zaśnięcia Bogurodzicy jak i przed innymi wielkimi świętami jest namaszczenie olejem. Wierni całują Ewangelię i ikonę, następnie podchodzą do kapłana, który pędzelkiem zamoczonym w oleju kreśli im na czole znak krzyża. Trzy dni po święcie w wielu cerkwiach odprawia się obrzęd Pogrzebania Matki Bożej (Czin Pogriebienija Bożej Matieri), odprawiany przed płaszcze nicą z wizerunkiem Marii, symbolizującą jej grób. Święto ma dzień przedświąteczny i osiem dni poświątecznych (oktawę). 
Święto Zaśnięcia Bogurodzicy jest najważniejszym świętem maryjnym w prawosławnym roku liturgicznym. Z uwagi na piętnastodniowy post poprzedzający święto i oktawę, w praktyce cały miesiąc sierpień jest miesiącem maryjnym. Rozpamiętywanie uwielbienia Maryi kończy bizantyjski rok liturgiczny. Maria przedstawiana jest w nim, jako wzór wierzących i cel, do którego wszyscy powinni zmierzać.
Święto jest uroczyście obchodzone w Getsemani, w miejscu, gdzie Maria została pochowana. Wybudowano tam świątynię, w której przechowywany jest całun Matki Bożej Nieustającej Opieki. W Polsce szczególnym miejscem obchodów święta jest cerkiew Zaśnięcia Najświętszej Maryi Panny w Dubinach.

## Ikonografia
Święto zaczęto przedstawiać w ikonografii pod koniec V w., inspirację czerpiąc głównie z pism apokryficznych IV i V wieku. Schemat ikonograficzny Zaśnięcia wykształcił się ostatecznie w sztuce bizantyjskiej w IX wieku.

### Opis ikony

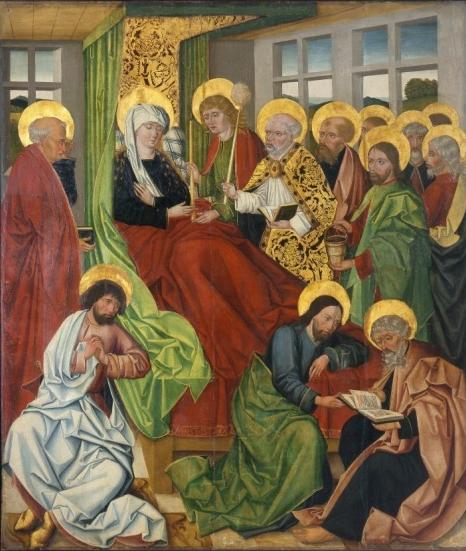
Zaśnięcie Marii Panny, Muzeum Narodowe we Wrocławiu

W ikonografii chrześcijańskiej scena zaśnięcia Marii Panny to przedstawienie śmierci Marii, matki Chrystusa (gr. Κοίμησις [„Koimesis”] — „Zaśnięcie”), w otoczeniu 12 apostołów i Chrystusa odbierającego duszę matki.
Pomimo maryjnego charakteru wydarzenia przedstawianego na ikonach Zaśnięcia, jego centralną postacią nie jest Matka Boża (Bogurodzica), lecz Chrystus. W centrum przedstawienia znajduje się stojący w przy łożu swej matki w nimbie krzyżowym Zbawiciel, trzymający w dłoniach (częściej tylko w lewej dłoni) jej duszę w postaci niemowlęcia w powijakach (prześcieradło pogrzebowe). Zwykle spogląda na ciało matki, spoczywające na ozdobnym łożu (marach). Chrystus przybył po duszę Marii w otoczeniu aniołów, ze wspaniałością równą Przemienieniu. Postać odzianego w czerwono- lub żółto-złote szaty Chrystusa otoczona jest podwójną mandorlą (która pojawiła się w ikonografii tej sceny w XII w., a od XIV w. nabrała większej doskonałości), w wewnętrznym kręgu której znajdują się (zwykle czterej) aniołowie, często trzymający w dłoniach gromnice. Spotyka się też ikony, na których obecność mocy niebieskich, towarzyszących Chrystusowi, jest zaznaczona tylko przez sześcioskrzydłego serafina u góry mandorli.

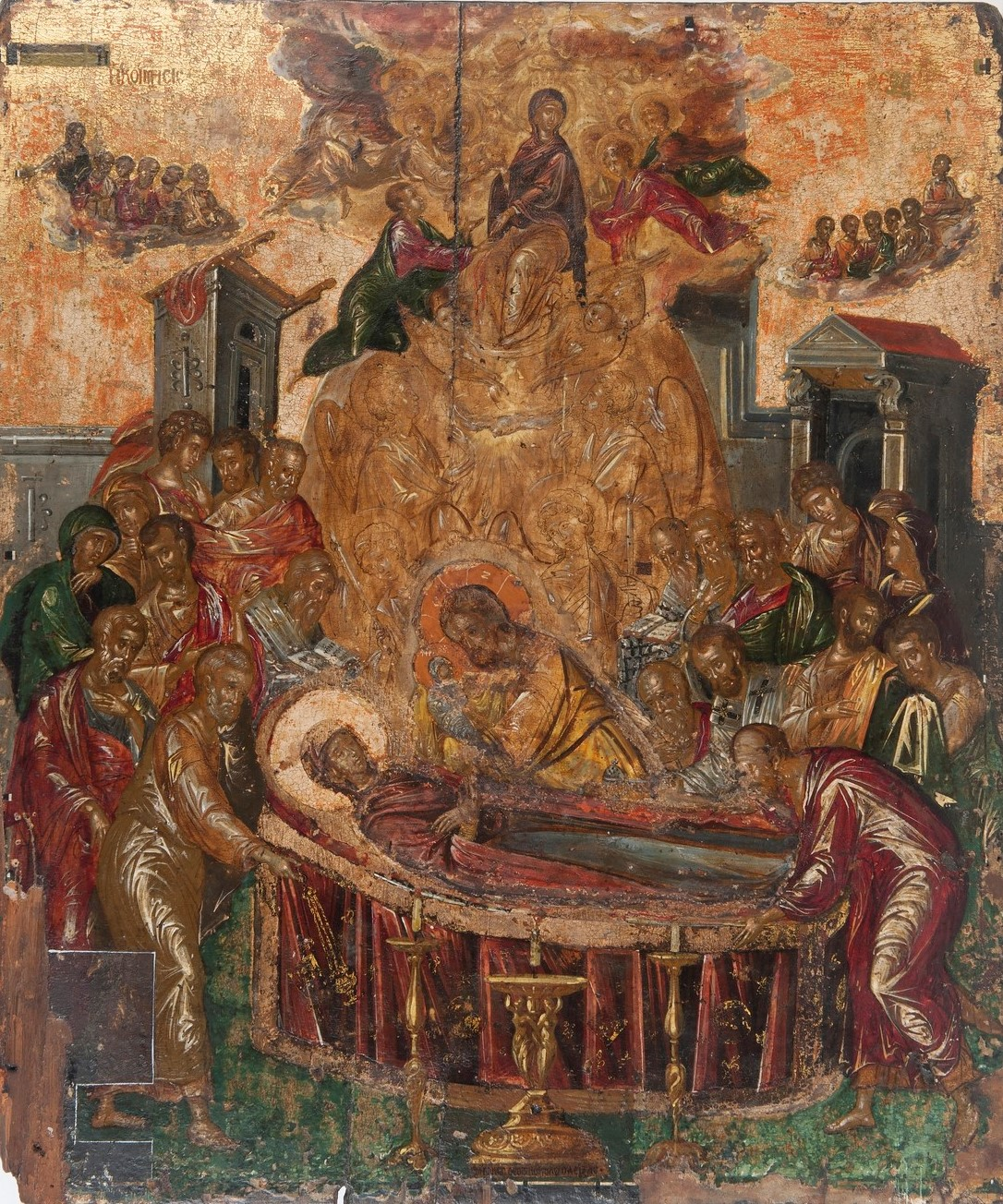
Ikona autorstwa El Greco

Początkowo Chrystus nie był obecny na ikonach Zaśnięcia. Pojawił się na nich dopiero w XII w. w Konstantynopolu, skąd scena ta została przyjęta przez ikonografię Bałkanów i Rusi.
Pod wpływem Zachodu w XVII wieku, w ikonografii sceny Zaśnięcia spotyka się Chrystusa unoszącego prawą dłoń w geście błogosławieństwa, a dusza Marii ukazywana jest nie w powijakach, lecz w sukience. Wtedy też, również pod wpływem Zachodu, w górnej części kompozycji zaczęto wyobrażać Bogurodzicę na obłokach. Od tego też czasu wokół głów apostołów zaczynają pojawiać się nimby.
Poniżej Chrystusa ikonografia przedstawia złożone na wysokim łożu ciało Matki Bożej, której głowa zwykle wsparta jest o poduszkę, a dłonie złożone na piersi. Ma ona przy tym pozę osoby śpiącej, a nie zmarłej. Sztuka Zachodu w XI w. przyjęła bizantyjski schemat ikonograficzny Zaśnięcia, wprowadzając do niego stopniowo zmiany, m.in. ukazując Marię nie śpiącą, lecz zmarłą i łącząc tę scenę ze sceną Wniebowzięcia, a od XIII w. także Koronacji.

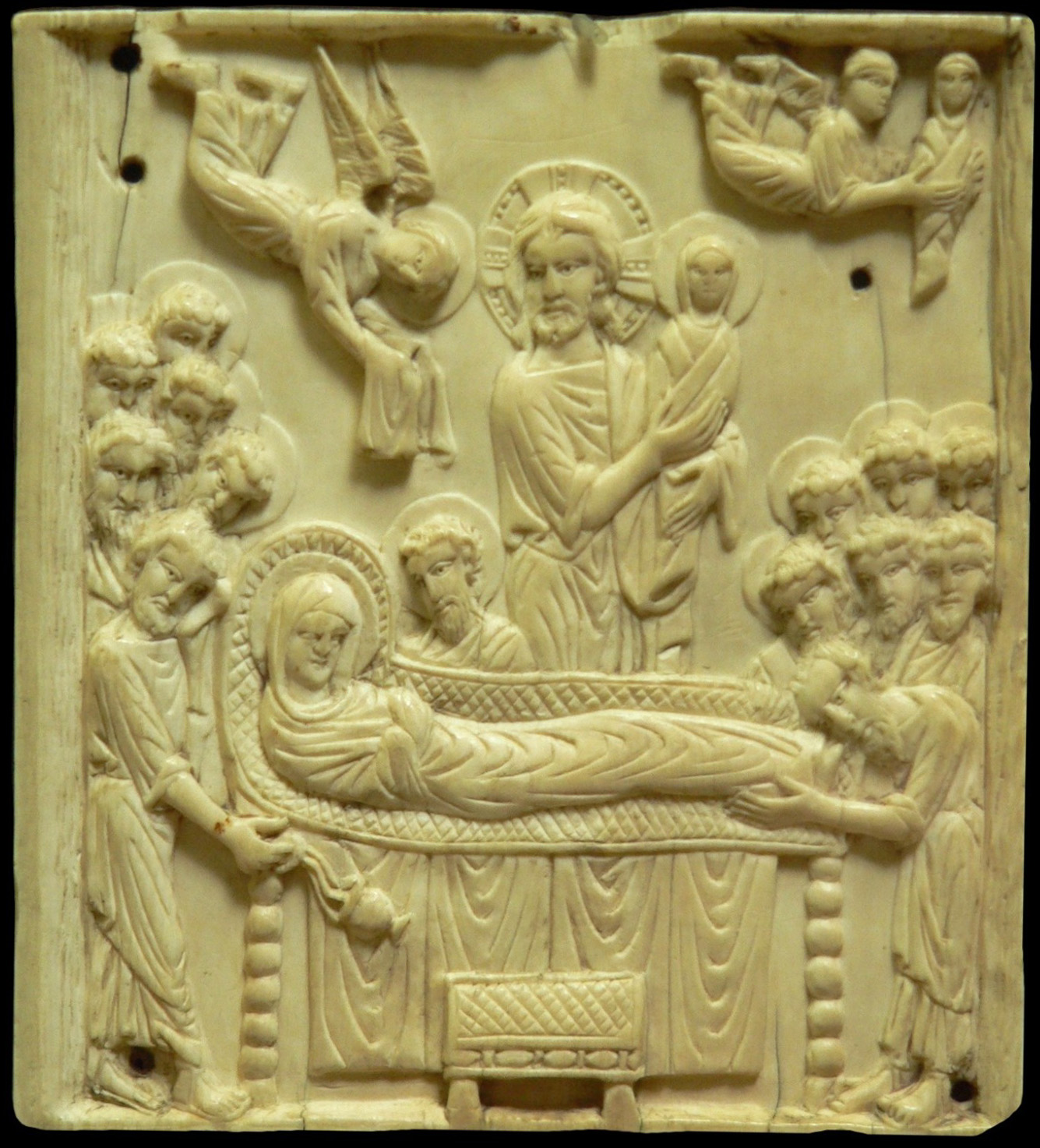
Płaskorzeźba bizantyńska

Przy łożu Bogurodzicy skupiają się dwie grupy apostołów, przy czym spośród dwunastu nie ma apostoła Tomasza. Wśród nich jest za to apostoł Paweł. Za nimi stoi kilku (zwykle trzech) biskupów w szatach liturgicznych, wśród których Dionizy Areopagita podaje, jako obecnych przy Zaśnięciu, samego siebie oraz Tymoteusza z Efezu. Z kolei kontakion święta jako biskupów wymienia św. Jakuba (brata Pańskiego, apostoła z grona siedemdziesięciu, pierwszego biskupa Jerozolimy), Hieroteusza i Dionizego Areopagitę. Wśród obecnych można też rozpoznać św. Jana z Damaszku i Kosmę z Majumy.

Rozproszeni po odległych miastach i krajach apostołowie, wiedzeni mocą Bożą, stawili się w Jerozolimie w domu Bogurodzicy na górze Syjon (na miejsce wydarzenia wskazują widniejące w tylnym planie fragmenty architektury), gdzie rozgrywa się scena. Zależnie od przedstawień w dłoniach trzymają gromnice, kadzidła, księgi lub zwoje pisma. Podczas gdy sztuka zachodnia w scenie Zaśnięcia (czy bardziej Wniebowzięcia) spośród wszystkich apostołów eksponuje Piotra, ikonografia prawosławna wyraźnie wyróżnia apostoła Jana (i niekiedy Pawła), a ikony ruskie ponadto często (strojem i gestem) apostoła Andrzeja. 

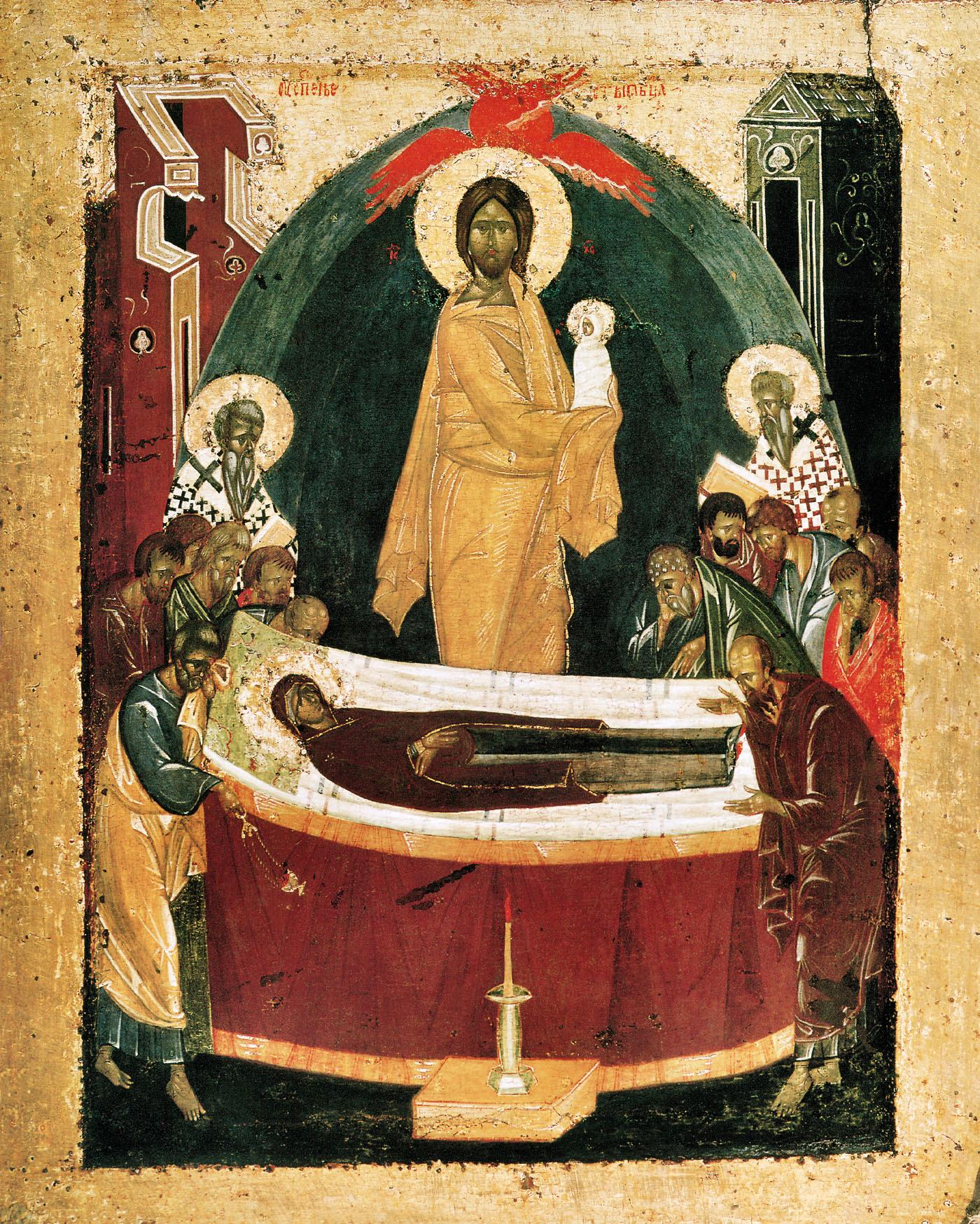
Zaśnięcie Matki Bożej, szkoła nowogrodzka, koniec XIV w.

 Łysiejący i długobrody Jan Teolog (Ewangelista) pochyla swą głowę do ramienia Bogurodzicy, a stojący po przeciwległej stronie apostoł Paweł pochyla się do jej stóp. Za plecami apostołów i biskupów niektóre ikony przedstawiają ponadto postacie opłakujących niewiast, które wyobrażają wiernych Jerozolimy.
Przed łożem, na którym spoczywa ciało Bogurodzicy, w dolnej części, na niektórych ikonach znajduje się podnóżek z gromnicą, którą według Jana z Tesalonik Maria poleciła zapalić czując zbliżająca się śmierć. Poczynając od XIV w. niektóre wersje ikony włączają do sceny Zaśnięcia apokryficzną opowieść o żydowskim kapłanie Jefoniaszu (inna wersja opowieści podaje odmienne imię – Athonios), który usiłował zniesławić Matkę Bożą, wywracając łoże z jej ciałem. Jednak zaledwie go dotknął, pojawił się archanioł Michał z mieczem i obciął mu dłonie, które przyrosły do łoża. Gdy uczynił pokutę i nawrócił się, Bogurodzica sprawiła cud i przywróciła mu ręce.
Niektóre przedstawienia ikonograficzne, nawiązując do tradycji (według której do umierającej Bogurodzicy apostołowie z różnych, odległych miejsc zostali przeniesieni przez aniołów), w tle z obu stron ukazują symetrycznie obłoki z apostołami, niesione przez aniołów w półpostaciach. Inne, szczególnie zachodnie obrazy, akcentują inny element wydarzenia – podanie o wzięciu Bogurodzicy do nieba z ciałem, skąd wywodzi się motyw Wniebowzięcia, obcy prawosławnej teologii i ikonografii. W tej wersji Maria tronująca w mandorli unoszona jest przez aniołów lub przez samego Chrystusa.
Z kolei na prawosławnych ikonach, w górnej części, zwykle jest umieszczany pasek Matki Bożej (jedna z najbardziej czczonych relikwii, przechowywanych w Konstantynopolu), którego obecność związana jest z ofiarowaniem tej części szaty przez Bogurodzicę apostołowi Tomaszowi, który pojawił się spóźniony, gdy Maria była już unoszona do nieba. Niekiedy przy łożu Bogurodzicy spotykamy też ławeczkę z dzbanem oraz pantoflami.

### Najbardziej znane polskie przedstawienia zaśnięcia Marii Panny
- poliptyk Grudziądzki (ok. 1390)
- ołtarz Mariacki Wita Stwosza w kościele Mariackim w Krakowie (1477–1489)
- ołtarz Koronacji Marii w Kościele Mariackim w Gdańsku (1511–1517)